# Solanum aloysiifolium
Solanum aloysiifolium är en potatisväxtart som beskrevs av Michel Félix Dunal. Solanum aloysiifolium ingår i släktet skattor som ingår i familjen potatisväxter. Inga underarter finns listade i Catalogue of Life.